# Lichtenberger Kietz

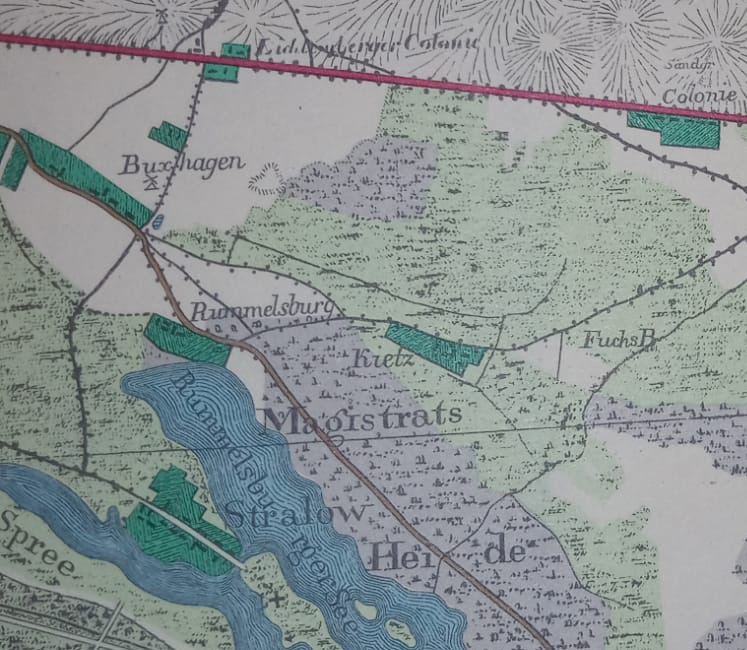
Der Lichtenberger Kietz und seine Umgebung um 1800

Der Lichtenberger Kietz war im 18. und 19. Jahrhundert eine Kolonie in der Lichtenberger Feldmark nahe der Stadt Berlin. Seit der Gründung von Groß-Berlin im Jahr 1920 liegt der ehemalige Ort innerhalb des Stadtgebietes von Berlin im heutigen Ortsteil Rummelsburg des Bezirks Lichtenberg. 

## Geschichte

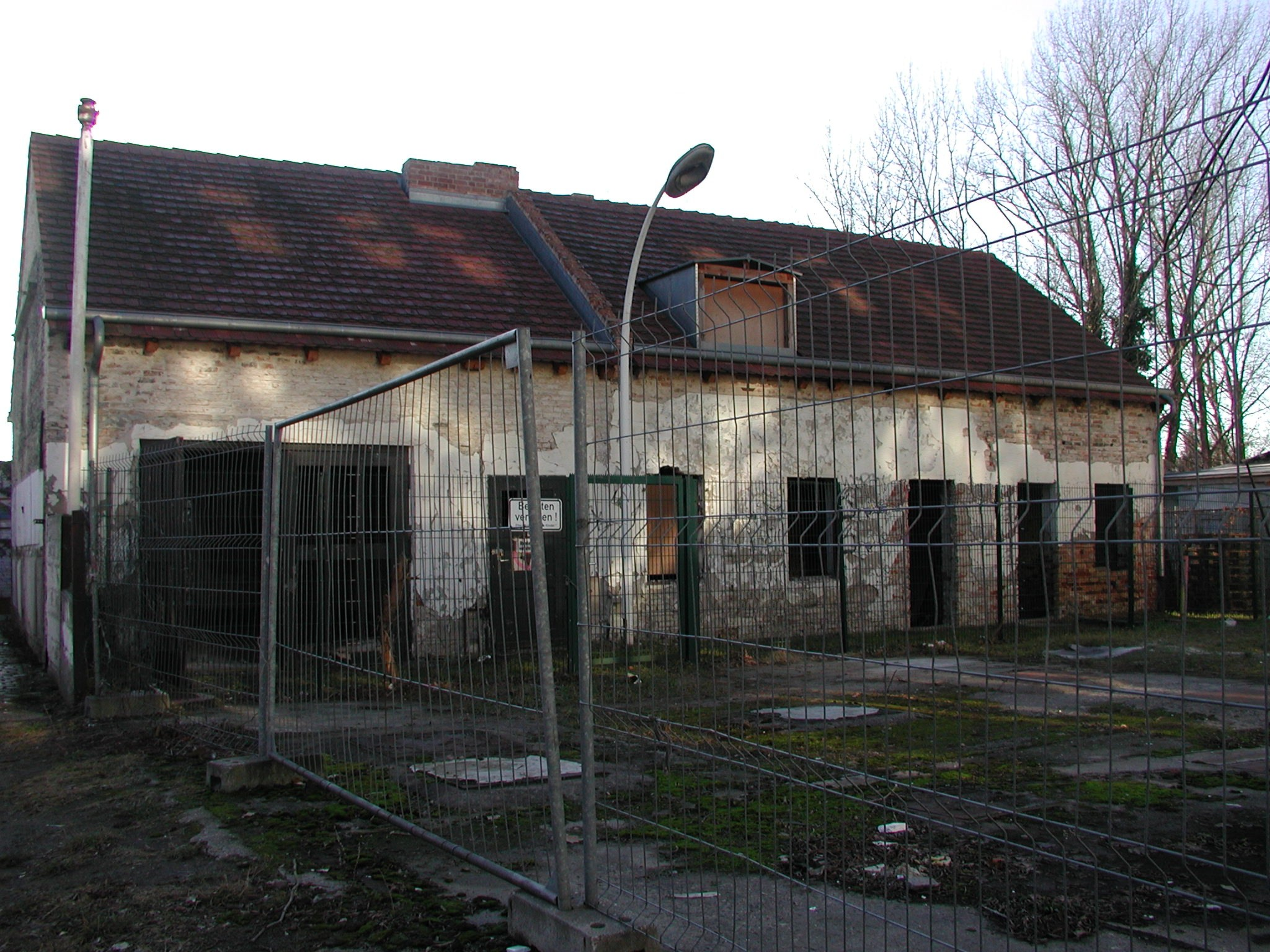
Kolonistenhaus in der Lückstraße 18/19

Das Gebiet, auf dem später die Siedlung entstand, war ein Flurstück mit der Bezeichnung Kietzer Lacken. Diese Bezeichnung wurde bereits auf einer Urkunde aus dem Jahr 1571 nachgewiesen. Der Lichtenberger Kietz selbst wurde 1783 von Kommissionsrat Claar, dem ersten Erbpächter des Gutes Lichtenberg, mit Unterstützung der Landesherrschaft gegründet, um sich einen Stamm von Tagelöhnern zu sichern. 1801 wohnten in der Kolonie 45 Personen, diese Zahl erhöhte sich durch den Ausbau von vier auf sechs Wohnhäuser auf 62 Einwohner im Jahr 1840 und 72 Einwohner im Jahr 1852. Durch den Erwerb von Ländereien und den Bau zahlreicher Wirtschaftsgebäude umfasste die Kolonie 1889 rund 33 Hektar Land. Im selben Jahr wurde die Siedlung in die neu gegründete Landgemeinde Boxhagen-Rummelsburg einbezogen. 
Diese Landgemeinde fiel im Jahr 1912 der Stadt Lichtenberg zu, die wiederum 1920 nach Berlin eingemeindet wurde. Etwa seit dem Jahr 1900 entstand im umliegenden Gebiet mit Mietshäusern, der heutige Weitlingkiez. In dieser Bebauung ging der Lichtenberger Kietz weitgehend auf. Einige der Kolonistenhäuser aus dem 18. und 19. Jahrhundert sind im Zuge der Lückstraße bis heute erhalten und stehen unter Denkmalschutz.